# Heliotropium zeylanicum
Heliotropium zeylanicum là loài thực vật có hoa trong họ Mồ hôi. Loài này được (Burm.f.) Lam. mô tả khoa học đầu tiên năm 1789.